# Punt van Reide
De Punt van Reide is een Nederlands schiereilandje dat behoort tot de gemeente Eemsdelta en ligt tussen de Dollard en de Eems nabij Termunten.

## Morfologie en geschiedenis
De Punt van Reide is een restant van de oeverwal van de Eems die door de stormvloeden niet is verdwenen. In het door de zee weggeslagen gebied van Reiderland lagen twee dorpen, Oosterreide en Westerreide.  Volgens de 17e-eeuwse historicus Ubbo Emmius liep de Reider Ee (het verlengde van de Westerwoldse Aa) tussen beide dorpen Ooster- en Westerreide door. De beroemde Duitse abdij Werden aan de Roer had sinds de negende eeuw enkele bezittingen in dit gebied, waaronder het patronaatsrecht van de kerk van Oosterreide. Beide dorpen hadden een borg, in Oosterreide bevond zich bovendien een Dominicanessenklooster. Oosterreide is omstreeks 1530 in de golven verdwenen. Westerreide bestond tot het einde van de 16e eeuw; restanten van het dorp zijn nog in de bodem aanwezig.
Van 1580 tot 1594 lagen er op de Punt van Reide twee versterkte schansen, de één rond het kerkhof en de kerk van Westerreide en de ander 240 m verder aan de zeekant, gebouwd door de Spaansgezinde troepen om het handelsverkeer op Eems en Dollard te beschermen. De kerk van Westerreide bleef tot 1589 intact, Oosterreide was al veel eerder verdwenen. Op 24 juni 1589 werden beide schansen door graaf Willem Lodewijk veroverd. Ze werden vervolgens omgebouwd tot één goed verdedigbare schans met vier bastions, de Reiderschans. 
De Punt van Reide bleef tot ver in de 19e eeuw bewoond door enkele vissers en dijkwerkers. De nederzetting stond bekend als het gehucht Reide. Tot het begin van de 19e eeuw vond hier op Tweede Pinksterdag een jaarmarkt plaats - de zogenaamde Reidermarkt. Op de plek van het vroegere dorp stond een huis dat in 1867 werd gesloopt. Het voormalige kerkhof deed nog in 1837 dienst als begraafplaats voor drenkelingen. Hier had men eerder een middeleeuwse sarcofaag opgegraven. In de uiterste hoek van de landpunt, op de plek van de (tweede) schans, stonden twee huizen, waarvan de eerste in 1842 werd afgebroken; het laatste huis verdween na 1885. 
In de Tweede Wereldoorlog stond op de Punt van Reide zwaar Duits geschut opgesteld om de riviermond en de  aan de overzijde van de Eems gelegen haven van Emden te verdedigen. Later werden deze bunkers en barakken iets verplaatst richting het gehucht Fiemel. Hiervan zijn delen bewaard gebleven. 
Het huidige schiereiland bestaat grotendeels uit kwelders. Aan het eind bevinden zich enkele wierden.

## Sluis en natuur
In de jaren 1970 werd voor 30 miljoen gulden op de Punt een sluizencomplex aangelegd, dat water zou ontvangen van het aan te leggen buitendijkse Dollardkanaal. Dit kanaal is uiteindelijk vanwege milieubezwaren nooit aangelegd en de sluis is afgebroken.
De Punt van Reide is tegenwoordig natuurgebied waartoe ook de Breebaartpolder behoort en is in beheer bij Het Groninger Landschap.

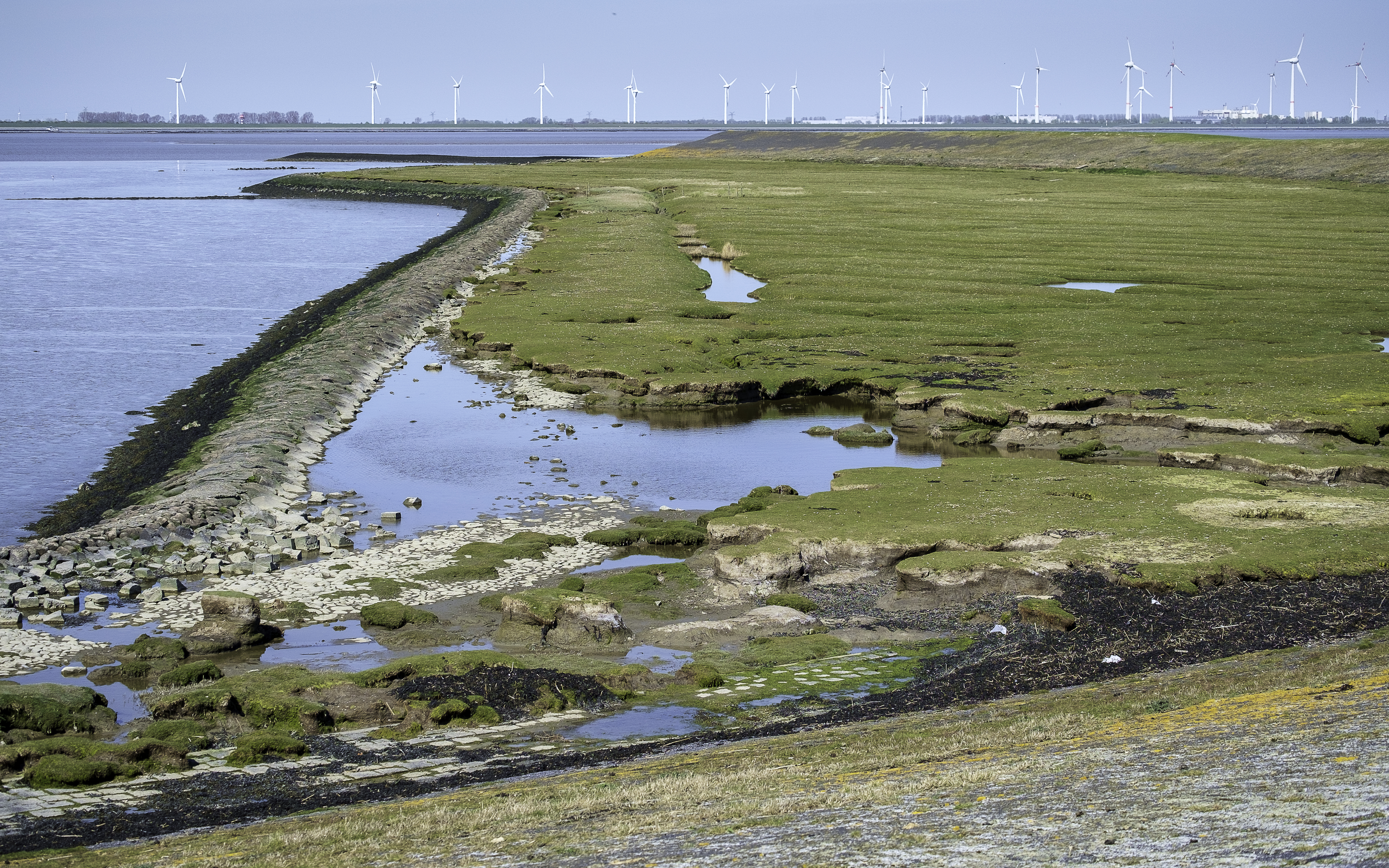
Westelijkste deel van de Punt van Reide. Rechts de dijk die diende voor de westelijke afsluiting van de vroegere sluis
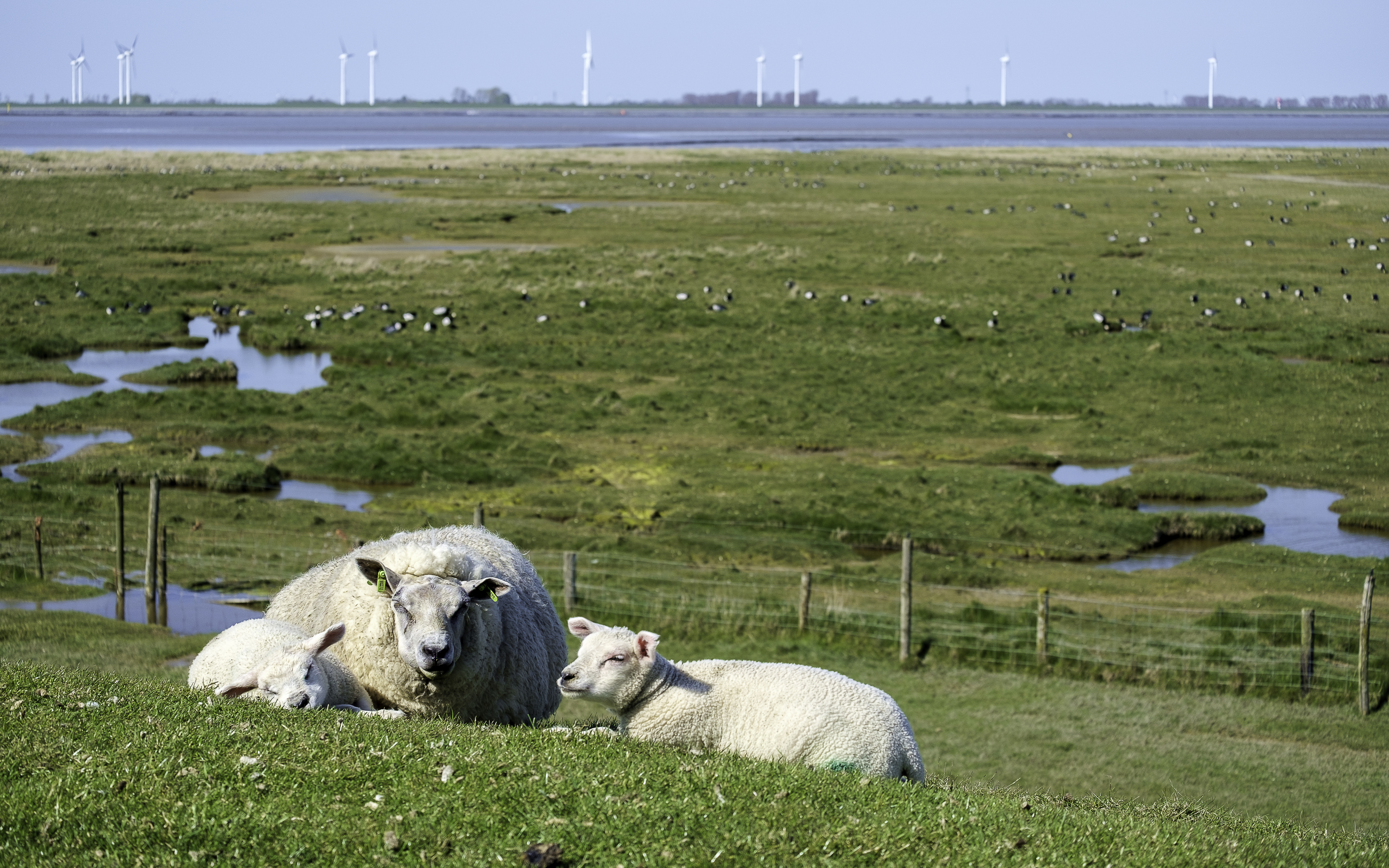
Punt van Reide vanaf de dijk rond de polder Breebaart